# ダロア空港
ダロア空港（Daloa Airport）はコートジボワールのダロアにある空港。